# Pleasant Valley (Teksas)
Pleasant Valley je gradić u američkoj saveznoj državi Teksas. Prema popisu stanovništva iz 2010. u njemu je živjelo 336 stanovnika.